# Air Mauritanie
Air Mauritanie fue la aerolínea nacional de Mauritania desde 1962 hasta que cesó operaciones en 2007 debido a dificultades financieras. Tenía su base en el Aeropuerto Internacional de Nuakchot, desde donde operaba servicios nacionales, así como vuelos a destinos de África y París. La compañía tenía su sede en Nuakchot.

## Historia

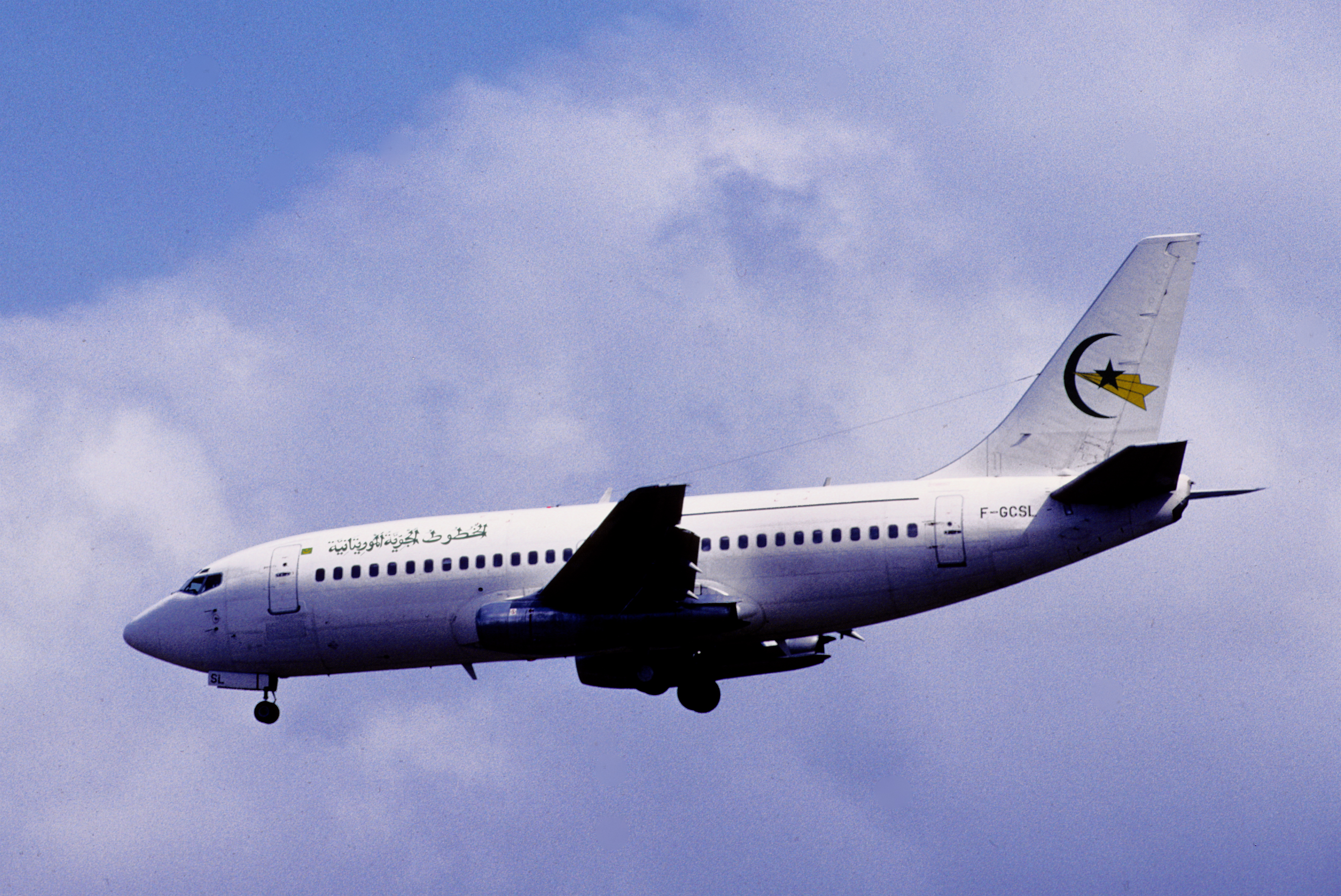
Boeing 737-200 de Air Mauritanie

Air Mauritanie fue establecida en septiembre de 1962 como la aerolínea nacional del país. Las operaciones comenzaron en octubre del mismo año, con Spantax arrendando aeronaves DC-3 y brindando asistencia técnica. Se ordenó un Nord 262 en 1965. La aerolínea fue reorganizada en 1967, y la participación accionaria se dividió entre el gobierno de Mauritania (60 %), Air Afrique (20 %) y Union de Transports Aériens (UTA) (20 %). Se adquirieron dos Ilyushin Il-18 en 1969, con los soviéticos proporcionando entrenamiento y asistencia técnica; estas aeronaves volaban a Dakar, Nuadibú y Las Palmas.
En marzo de 1970, la aerolínea tenía 120 empleados y operaba una red doméstica además de vuelos internacionales a las Islas Canarias y Malí utilizando un DC-3, un DC-4 y un Il-18. En febrero de 1974, se firmó un contrato de cinco años con Hughes Airwest para el fortalecimiento de capacidades de pilotos y mecánicos. Para marzo del mismo año, el número de empleados había aumentado a 170, con una flota que consistía en un DC-3, dos DC-4 y un Navajo. En ese momento, Casablanca, Dakar y Las Palmas figuraban entre los destinos internacionales de la aerolínea, además de los servicios domésticos desde Nuakchot y Nuadibú. Ese año, la aerolínea adquirió dos F-227A de 40 asientos valorados en US$1 100 000 (equivalente a $6 795 951 en 2023) millones. En julio de 1974, la empresa fue reorganizada nuevamente y pasó a llamarse Société d'Economie Mixte Air Mauritanie. Para marzo de 1975, el gobierno de Mauritania era el principal accionista (60 %), con el resto dividido equitativamente entre Air Afrique y UTA.
Dos Fokker F28-4000 ingresaron a la flota en noviembre de 1983. Estos dos aviones componían la flota a finales de marzo de 1985, momento en el cual la empresa contaba con 259 empleados. El 1 de julio de 1994, un Fokker F28 se perdió en un accidente mientras aterrizaba en el Aeropuerto de Tidjikja durante una tormenta de arena. En 1996 se ordenaron dos ATR 42 para reemplazar los Fokker F28. Estas dos aeronaves fueron entregadas a la compañía en junio y septiembre de 1996. Con el objetivo de promover la integración africana, Air Mauritanie extendió su ruta Nuakchot–Bamako hasta la Costa de Marfil en noviembre de 1999.

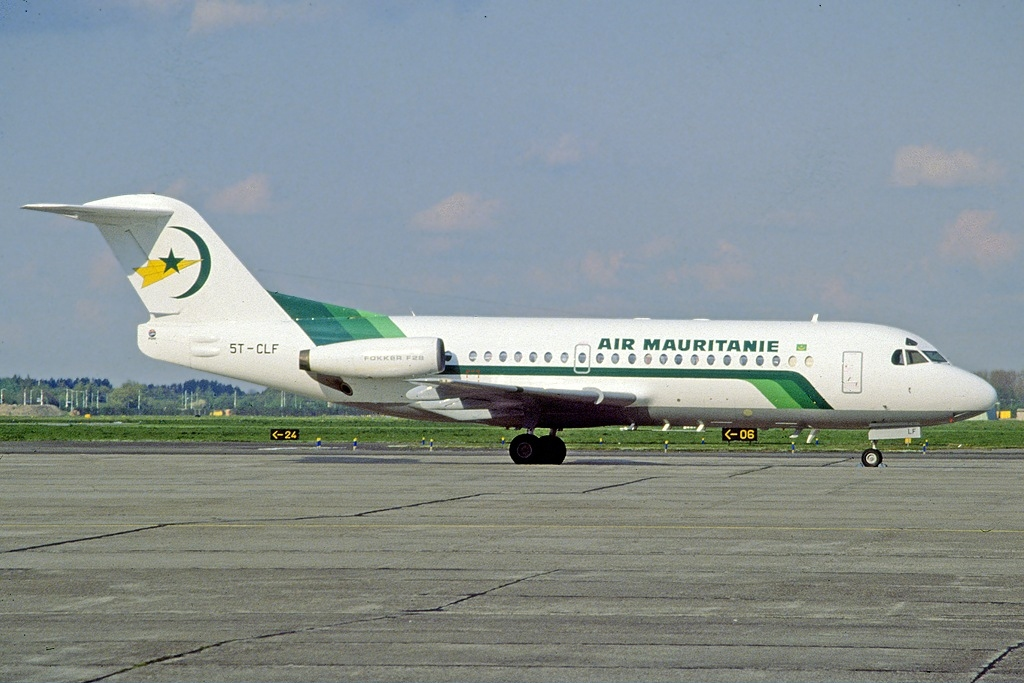
Fokker F-28 Fellowship de Air Mauritanie

En abril de 2000, el personal ascendía a 259. La flota consistía en un único Fokker F28-4000 que servía Abiyán, Aioun el Atrouss, Atar, Bamako, Banjul, Casablanca, Dakar, Kiffa, Las Palmas, Néma, Nuadibú, Nuakchot, Tidjikja y Zouerate. En ese momento, Air Afrique tenía una participación del 20 % en la aerolínea. A mediados de 2000, el transportista panafricano incrementó su participación al 32 %.
Alegando preocupaciones de seguridad, el Reino Unido prohibió a Air Mauritanie volar en su espacio aéreo en enero de 2004. Air Mauritanie fue incluida en la lista negra, junto con otras aerolíneas, debido a que la autoridad de aviación civil de Mauritania no cumplía con los estándares de la OACI. La situación económica de la aerolínea se deterioró rápidamente a mediados de 2005, cuando la crisis obligó al gobierno a reemplazar al director de la compañía. En agosto de 2006 se informó que Royal Air Maroc tomaría una participación mayoritaria (51 %) y asumiría efectivamente la gestión; en ese momento, los principales accionistas eran Nationale d'assurances et réassurance (40 %), la Banque Mauritanienne de Commerce International, Établissements Noueigued y Star Oil Mauritanie. Sin embargo, en diciembre de 2006, el gobierno de Mauritania creó otra aerolínea, Mauritania Airways, con la ayuda de inversores privados mauritanos y Tunisair, que se convirtió en el accionista mayoritario (51 %) de la nueva empresa.
Para 2007, Air Mauritanie estaba tan endeudada que en septiembre se embargaron dos aeronaves debido a deudas con la empresa arrendadora, la International Lease Finance Corporation, seguido por el embargo del avión presidencial, un Boeing 727-200. Las deudas por el arrendamiento de estos tres aviones habían alcanzado los US$2 700 000 (equivalente a $3 967 453 en 2023) millones. Air Mauritanie cesó sus operaciones en septiembre de 2007 y fue liquidada. Dos meses después, Mauritania Airways inició operaciones.

## Destinos
Air Mauritanie tenía su base en el Aeropuerto Internacional de Nuakchot. La aerolínea operó los siguientes destinos a lo largo de su historia:

## Flota histórica
Air Mauritanie operó los siguientes aviones a lo largo de los años:
- ATR 42[10]
- Boeing 727-200 (configurado VIP, operado para el gobierno de Mauritania)[27]
- Boeing 737-700[23]
- DC-3[4]
- DC-4[4]
- Fairchild F-27[2]
- Fokker F28-4000[3]
- Fokker F28-6000[3]
- Il-18[4]

## Accidentes e incidentes
- 1 de julio de 1994 — El Vuelo 625 de Air Mauritanie, un Fokker F28-4000 (matrícula 5T-CLF), que había despegado de Nouakchott, sufrió un accidente al aterrizar en Tidjikja. La aeronave había entrado previamente en una tormenta de arena, lo que obligó a los pilotos a abortar varios intentos de aproximación. En el último intento, el avión aterrizó bruscamente, lo que provocó el colapso del tren de aterrizaje. El Fokker se salió de la pista y chocó contra una roca, incendiándose posteriormente. De las 93 personas a bordo, murieron 80, entre ellas toda la tripulación y 76 de los 89 pasajeros. Los 13 sobrevivientes resultaron gravemente heridos.[28]